# Bronswijk
Bronswijk, ook wel Bruinswijk, Braunsweig, Brunswijk of Brunswyk, is een voormalige plantage aan de Surinamerivier in de kolonie Suriname. In Sranantongo werd ze Hoisman genoemd en ook wel Penja.

## Plantage
De plantage was gelegen aan de Cottica rechts in het opvaren; grenzend stroomopwaarts aan het chirurgijns etablissement Patiëntie, stroomafwaarts aan de koffieplantage Hultshoff.
In 1737 was plantage Bronswijk 358 Surinaamse akkers groot, ongeveer 154 hectare. Er werd destijds katoen en  koffie verbouwd. 
In de 19e eeuw tot aan de emancipatie (1863) is alleen nog maar koffie verbouwd, op exact hetzelfde oppervlak als in de 18e eeuw.

## Eigendomssituaties
(naar jaar)
- 1737: Erven Van Bögen
- 1770: Erven Hultsman
- 1793: J. E. Kobert, J. H. Schroder
- 1820: J.C. Otto
- 1824: J.C. Otto en Baron Sasse van Ysselt
- 1863: Cristoph Jacob Otto (commissionair te Haarlem) voor 2/3 aandeel; Petrus Reminus Otto (boekhandelaar te Amsterdam) voor zichzelf en als vader en voogd van Catharina Jacoba Otto (Amsterdam) gezamenlijk voor 1/3 aandeel
- 1868: J.F. ten Harmse

## Emancipatie en verder
Volgens de Almanak van 1860 telde Bronswijk in 1859 in totaal 56 slaven, waarvan zeven 'privé slaven'. In 1861 werd de resterende slavenmacht van koffieplantage Onvergenoegd overgeplaatst naar Bronswijk.
Bij de afschaffing van de slavernij in Suriname in 1863 werd op Bronswijk een totaal van 89 slaven vrijgemaakt, waarvoor de eigenaren een tegemoetkoming van de overheid ontvingen. Er werden op dat moment 32 nieuwe familienamen geboekstaafd, te weten:
Argstam, Brodenstein, Cederspint, Drietenberg, Eerdlast, Hamerslag, Hartsen, Kaarsbaan, Kappendraf, Kerseboom, Korenaar, Laardman, Lindorf, Losblad, Loshof, Luchthoef, Lijfkorf, Maastens, Morlaan, Mylon, Nevenman, Ommenhoef, Ostenhout, Rozendaal, Sterklist, Sluisdraad, Somergras, Vammenveld, Vlugman, Waalwijk, Wolkdreef, Zuinedraf
In 1868 kocht J.F. ten Harmse de plantage voor een bedrag van 8.500 Nederlandse guldens,
In 1874 kreeg een zekere Tjong-A-Fok van het gouvernement permissie een winkel te starten op het plantageterrein.